# 好奇號
好奇號（英語：Curiosity）是一輛美國太空總署火星科學實驗室轄下的火星探測車，主要任務是探索火星的蓋爾撞擊坑，為美國太空總署火星科學實驗室計劃的一部份。
好奇號在2011年11月26日協調世界時下午15時02分於卡納維拉爾角空軍基地進入火星科學實驗室太空船，並成功在2012年8月6日協調世界時05時17分於蓋爾隕石坑內的伊奧利亞沼著陸。好奇號經過56,300萬公里的旅程，著陸時離預定著陸點布雷德伯里着陆场只相差2.4公里，這標誌著它完成了經過5.6億公里（3.5億英里）的旅程。
好奇號的任務目標包括研究火星氣候和火星地質特徵，評估蓋爾隕石坑內選擇的地點是否曾經具備適合微生物生存的環境條件（特別是水的作用），並為人類日後探索火星的行星適居性做準備。2012年12月，好奇號原本執行2年的探測任務被無限期延長，2017年8月5日，NASA慶祝了好奇號在火星上著陸五週年。2022年8月6日，媒體報導了好奇號在過去十年中取得的詳細成就。
NASA/JPL火星科學實驗室的好奇號專案團隊因「成功將好奇號安全著陸在火星、提升國家技術和工程能力，並顯著改善人類對古代火星可居住環境的理解」而獲得了2012年國家航空協會頒發的科利尔奖。好奇號的探測車設計成為NASA毅力号火星探测器的基礎，該任務攜帶了不同的科學儀器。

## 命名
由兒童和青少年命名火星車是NASA的慣例。2008年11月18日，一項面向全美五歲至十八歲學生的為火星車命名的比賽開始。2009年3月23日至29日，普通公眾有機會為九個進入決定的名字進行投票，為火星車的最終命名作為參考。2009年5月27日，NASA宣佈六年級的女生馬天琪（Clara Ma）的“好奇”最終贏得了勝利。

## 成果
2013年9月19日，根據從好奇號得到的進一步測量數據，NASA科學家報告，並沒有偵測到大氣甲烷（atmospheric methan）存在跡象，測量值為0.18±0.67 ppbv，對應於1.3 ppbv上限（95%置信限），因此總結甲烷微生物活性概率很低，可能火星不存在生命。但是，很多微生物不會排出任何甲烷，仍舊可能在火星發現這些不會排出任何甲烷的微生物。
2015年9月26日，美国航空航天局科學家報告，火星探測車好奇號發現火星土壤含有豐富水分，大約為1.5至 3重量百分比，顯示火星有足夠的水資源供給未來移民使用。

## 裝置

### 主控電腦
採用2台（其中一台為備用）IBM特製型號的電腦，可以承受-55和70度氣溫變化以及1000戈瑞的輻射水平。

### 科學仪器

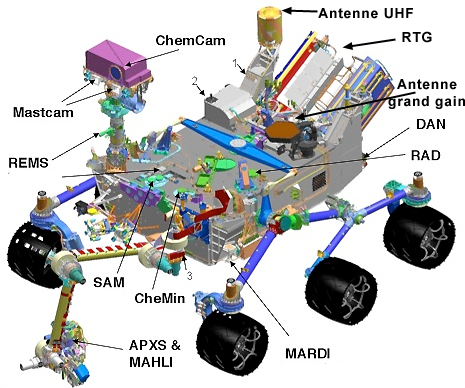
火星科学实验室构造图

#### 火星着陆相机(MARDI)

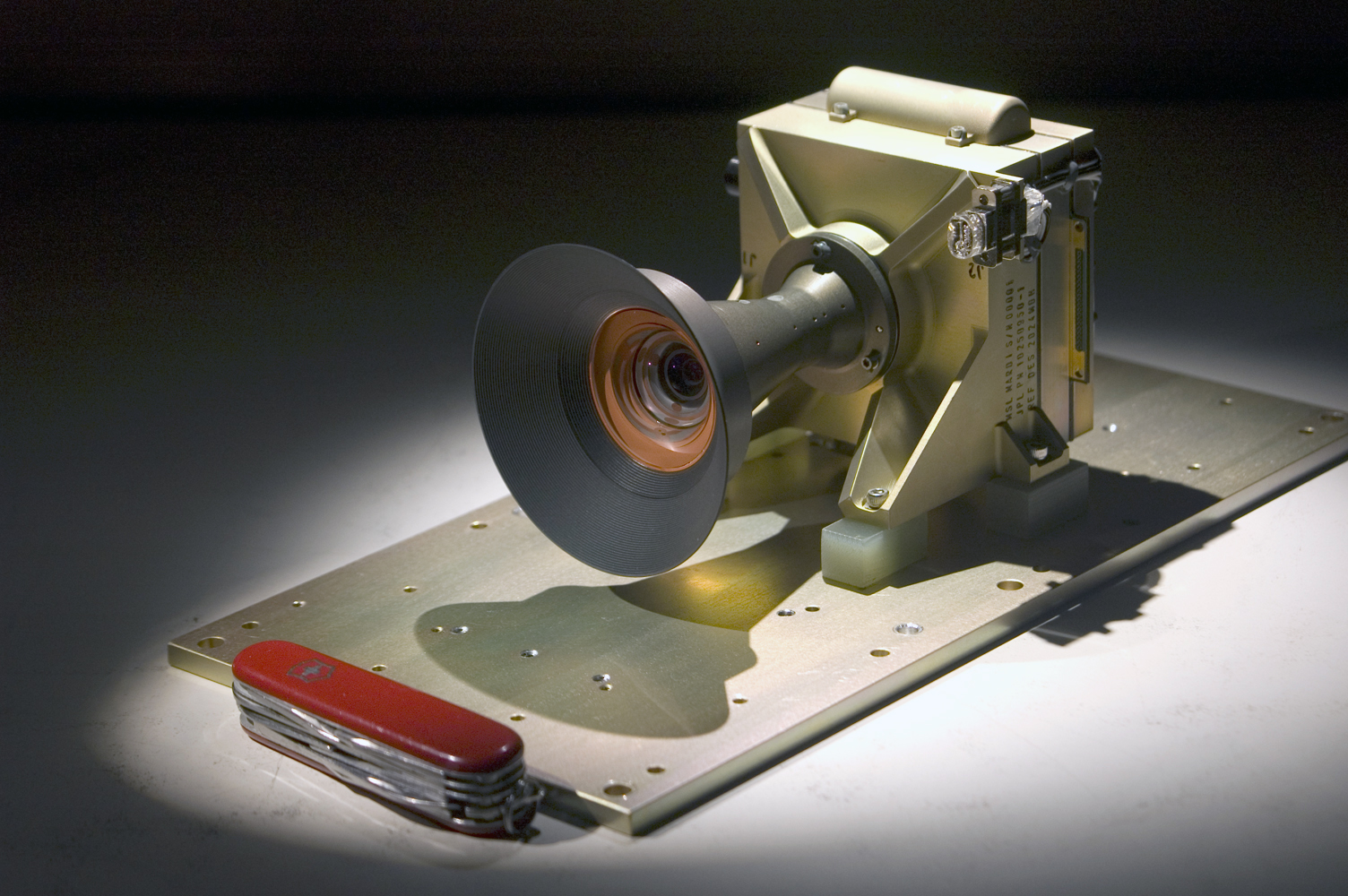
火星着陆相机

火星着陆相机固定在“好奇号”车体的左前下角，在降落到火星表面过程中，着陆相机在距地面约3.7公里(2.3英里)到近5米(16英尺)的空中开始，以每秒四帧，每次曝光1.3毫秒的速度拍摄了约两分钟1600×1200像素的彩色图像。火星着陆相机的像素比例变化范围从2公里(1.2英里)处的1.5米(4.1英尺11英寸)到2米(6英尺7英寸)处的1.5毫米(0.059英寸)，并拥有90度的圆形视场。着陆相机配备了8G内部缓存，能存储4000多幅原始图像。它拍摄的图像可绘制周边地形和着陆位置的地图。朱诺相机是依据火星着陆相机专为“朱诺号”探测器研制。

#### 机械手臂

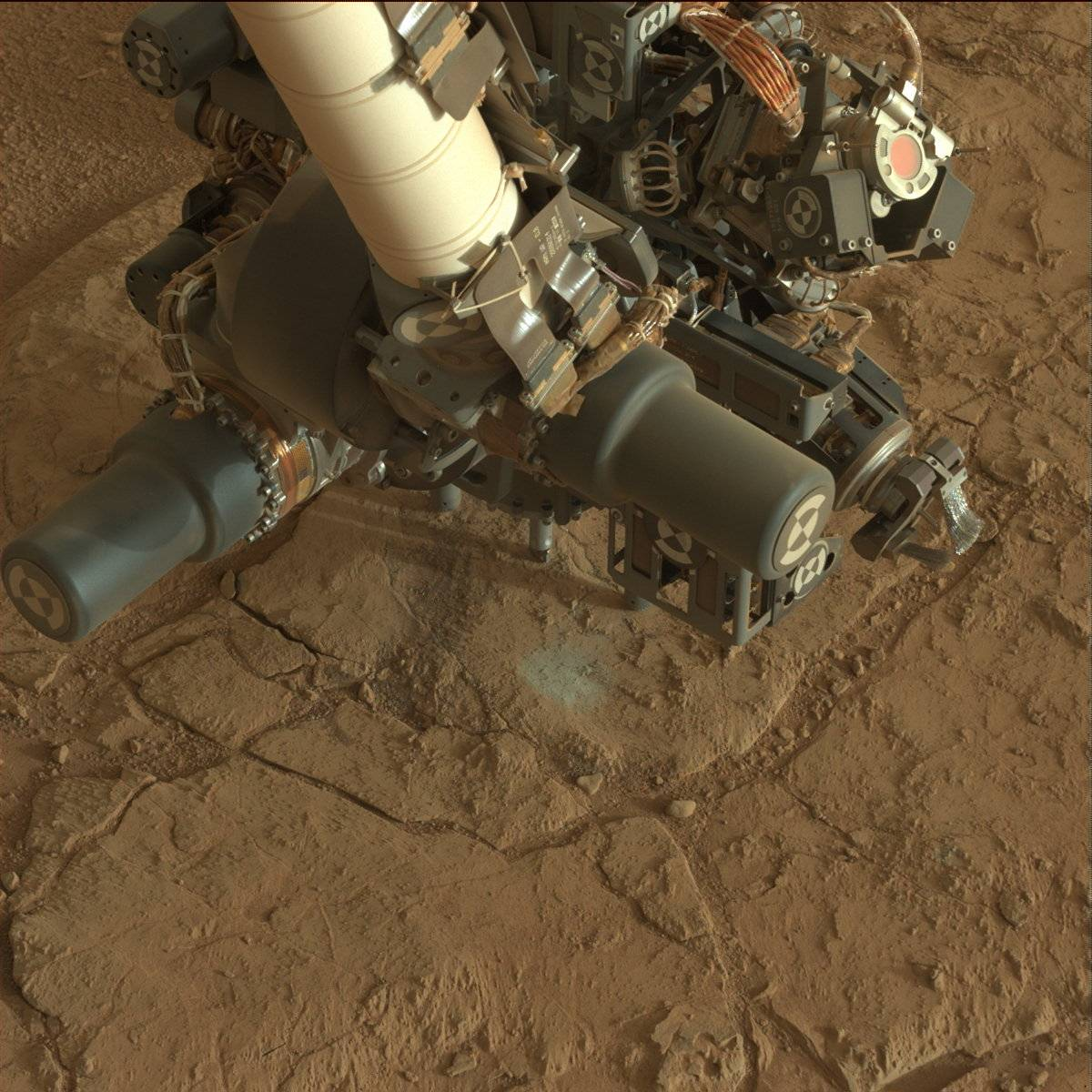
2013年2月2日，在火星黄刀湾约翰·克莱因岩石上进行首次钻探测试。

好奇号火星车配备了一条2.1米（6英尺11英寸）长的机械手臂，末端带一座能容纳五件设备的十字型转台，可在350°范围内旋转来转动所持的五件设备。该机械臂利用三个关节向前伸展，并在行驶时收起，总质量30千克（66磅），直径（包括安装在上面的工具）约为60厘米（24英寸）。它由MDA美国系统公司在之前的火星探测器2001着陆器、凤凰号着陆器和勇气号、机遇号两辆火星漫游车的机械臂基础上设计、制造和测试的。
五台设备中有两台是现场或接触式仪器，称为阿尔法粒子X射线光谱仪（APXS）和火星手部透镜成像仪（马赫利相机），其余三件与样品采集和处理功能有关：冲击钻、刷把、挖斗、筛分和分配粉末状岩石和土壤样品。钻孔后岩石中的钻孔直径为1.6厘米（0.63英寸），深度可达5厘米（2.0英寸）。
钻机上配备了两只备用钻头。火星车的机械臂和转台系统可将阿尔法粒子X射线光谱仪和火星手部透镜成像仪放置在各自的目标前， 并钻入岩石内采集粉末样品，然后交由车内的火星样本分析设备（SAM）和化学与矿物分析仪进行化验，并将结果实时发回美国宇航局。
自2015年初以来，钻机中帮助凿岩的冲击机构出现间歇性短路。2016年12月1日，钻机内的电机又发生故障，导致漫游车无法移动机械臂并行驶到其他位置。故障隔离了钻机饲服制动器，怀疑是内部碎屑所导致。截至2016年12月9日，行驶和机械臂操作被恢复，但钻机仍无限期暂停。好奇号团队在2017年继续对钻机机构进行诊断和测试，并于2018年5月22日成功恢复钻探作业。

#### 通訊速度
好奇號與地球的直接數據頻寬大約8Kbit/s左右，但與火星上的3個軌道器的最理想傳輸頻寬則能達到2兆节/秒，而2001火星奧德賽號與地球的最大頻寬為256Kbit/s，火星偵查軌道器與地球的最大頻寬為6Mbit/s，但大部分的時間都不會達到此速度。
當火星偵查軌道器或火星特快車從漫遊車上空飛過时，每次能通訊八分鐘，最多能傳輸100~250Mbit的數據，而這100~250Mbit數據需要等待下一次與地球通訊才能傳輸到地球，若火星奧德賽號與漫遊車和地球同時通訊時，火星奧德賽號可以將漫遊車的緩衝資料立刻傳送。

### 特别装置

#### 1美分硬币

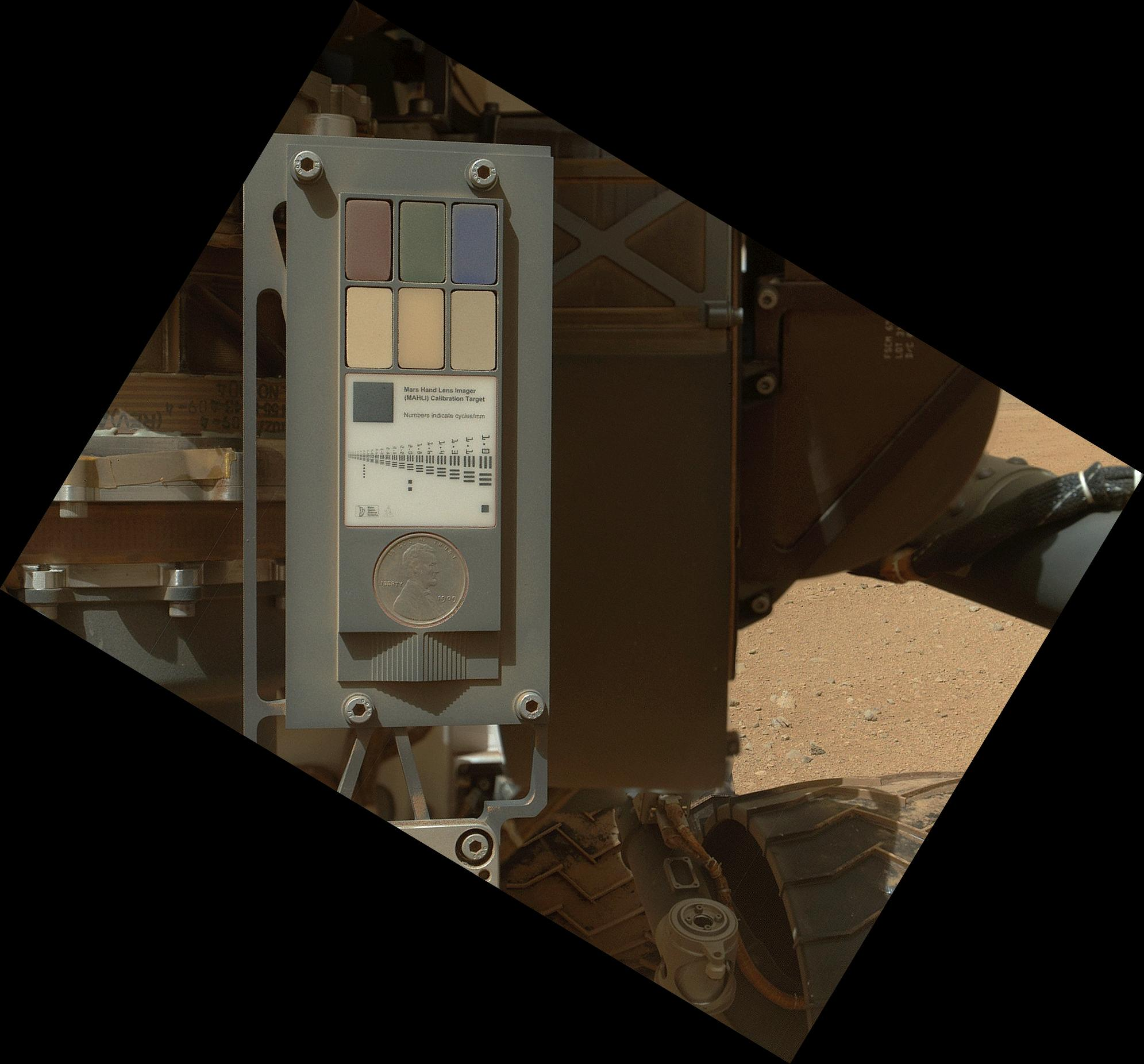
火星手持透镜成像仪用來校準的標靶，內中的圓形物體就是1美分硬幣。（三維影像）

这是一枚印有美国前总统林肯头像的1美分古董硬币，一个多世纪以前它诞生于美国造币厂，也是目前仍在流通的、使用时间最长的美国硬币。1909年，时任总统罗斯福下令制造这种硬币，以庆祝林肯诞辰100周年。
虽然币值只有1美分，但如果以这枚硬币在耗资25亿美元的“好奇号”探索火星之旅中起到的作用来估量的话，它的价值高达7000美元。这枚硬币是“好奇号”火星手持透镜成像仪（Mars Hand Lens Imager, MAHLI）的一个重要零件。火星手持透镜成像仪位于“好奇号”机械臂末端，功能相当于一个超级放大镜，可以拍摄火星表面岩石、土壤的详细图像。
地理学家拍照时经常使用硬币作为校准器来确保照片比例精准。虽然“好奇号”火星探测器上装有其他更为复杂精致的校准器，但是美国国家航空航天局（NASA）还是决定把这枚由火星手持透镜成像仪工程师肯恩·埃迪特捐赠的硬币带上火星，以示对传统科学的尊重。

#### 轮胎花纹
好奇号火星漫游车以莫尔斯电码形式在火星上留下了喷气推进实验室的标志。好奇号在测试行驶中留下轮胎标记，以作为估计行驶距离的参考点。
NASA称，在火星表面缺乏明显地标的情况下，漫游车的视觉测距系统可利用这些标记测量距离。轮胎花纹不是普通的直线，而是点缀了对应莫尔斯电码中的点和破折号，每个轮子印有三个字符• – – – / • – – • / • – • •，翻译成英语是JPL，即负责漫游车的喷气推进实验室（Jet Propulsion Laboratory）名字缩写。

## 画廊
- 好奇號的降落。

- Mast head with ChemCam, MastCam-34, MastCam-100, and NavCam
- Rover wheels are 50 cm（20英寸） in diameter

- Ejected Heat Shield (4.5米（15英尺） diameter) falling away, as viewed by MARDI on Curiosity as the rover descended to the Martian surface (August 6, 2012 05:17 UTC).
- Curiosity's first image after landing (August 6, 2012). The rover's wheel can be seen.
- Curiosity's image (without clear-dust-cover) after landing (August 6, 2012).
- Curiosity landed on August 6, 2012 near the base of Aeolis Mons (or "Mount Sharp")[32]
- Curiosity's first color image of the Martian landscape - taken by MAHLI (August 6, 2012).
- Curiosity's "Self-Portrait" - taken by MAHLI showing the MastCam and Chemcam cameras (September 7, 2012).
- Calibration Target of the "Mars Hand Lens Imager (MAHLI)" (September 9, 2012) (3-D image[永久]).
- "US Lincoln Penny" on Mars - part of a Calibration Target on Curiosity (September 10, 2012) (3-D image).
- Wheels on Curiosity - "Mount Sharp" is in the background (MAHLI, September 9, 2012).
- Curiosity's tracks on first test drive (August 22, 2012) "parking" 6.0米（19.7英尺） from original site ("Bradbury Landing").[5]
- Comparison of color versions (raw, natural, white balance) of Aeolis Mons on Mars (August 23, 2012).
- Curiosity's view of Aeolis Mons (white-balanced image) (August 9, 2012).
- Layers at the base of Aeolis Mons - dark rock in inset is same size as Curiosity

- Curiosity descending under its parachute, as imaged by (HiRISE/MRO) (August 6, 2012).
- Curiosity's parachute flapping in the Martian wind (HiRISE/MRO) (August 12, 2012 to January 13, 2013).
- Rover's landing site is on Aeolis Palus near "Mount Sharp" in Gale Crater - north is down.
- Aeolis Mons rises from the middle of Gale Crater - Green dot marks Curiosity's landing site in Aeolis Palus - north is down.
- Curiosity's landing site (green dot) - blue dot marks Glenelg - blue spot marks "base of Mount Sharp" - a planned area of study.
- Curiosity's landing site - "Quad Map" includes "Yellowknife" Quad 51 of Aeolis Palus in Gale Crater.
- Curiosity's landing site - the "Yellowknife" Quad 51 (1-mi-by-1-mi) of Aeolis Palus in Gale Crater.
- The MSL debris field viewed by HiRISE (MRO) on August 17, 2012. The parachute landed about 615米（2,018英尺） from Curiosity (3-D: rover & parachute).
- Curiosity's landing site ("Bradbury Landing") viewed by HiRISE (MRO) (August 14, 2012).
- Curiosity's First Tracks viewed by HiRISE (MRO) (September 6, 2012).
- Map of Curiosity's route on Mars - moving east from "Bradbury Landing" to "Glenelg" (Sol 302, June 12, 2013) (3-D).

宽幅图片

## 其他
| 探测车(任务、组织、年份)                                 | 芯片                | 内存   | 闪存   | 只读内存 | 操作系统               | 自主软件可用芯片时间 |
| -------------------------------------------------------- | ------------------- | ------ | ------ | -------- | ---------------------- | -------------------- |
| 旅居者号探测车 (1997年美国宇航局火星探路者号)            | 2 兆赫Intel 80C85   | 512 KB | 176 KB | 无       | 自定义循环执行         | 不适用于循环执行     |
| 探路者号着陆器 (1997年美国宇航局) (旅居者号探测车的平台) | 20 兆赫 MFC         | 128 MB | 无     | 6 MB     | VxWorks （多任务处理） | 低于75%              |
| 勇气号和机遇号 (火星探测漫游者，2004年美国宇航局)        | 20 兆赫 BAE RAD6000 | 128 MB | 256 MB | 3 MB     | VxWorks（多任务处理）  | 低于75%              |
| 好奇号 (火星科学实验室，2011年美国宇航局)                | 200 兆赫 BAE RAD750 | 256 MB | 2 GB   | 25 KB    | VxWorks（多任务处理）  | 低于75%              |
| 毅力号 (火星2020，2020年美国宇航局)                      | 200 兆赫 BAE RAD750 | 256 MB | 2 GB   | 256 KB   | VxWorks（多任务处理）  | ?                    |

## 参看
- 天体生物学
- 火星气候
- ExoMars
- 火星探测
- 火星地质
- 火星水文

## 外部連結
- Curiosity - NASA's Mars Exploration Program （页面存档备份，存于）
- The search for life on Mars and elsewhere in the Solar System: Curiosity update - Video lecture by Christopher P. McKay （页面存档备份，存于）
- MSL - Curiosity Design and Mars Landing - PBS Nova (14 November 2012) - Video (53:06) （页面存档备份，存于）
- MSL - "Curiosity 'StreetView'" (Sol 2 - 8 August 2012) - NASA/JPL - 360° Panorama （页面存档备份，存于）
- MSL - Curiosity Rover - Learn About Curiosity - NASA/JPL
- MSL - Curiosity Rover - Virtual Tour - NASA/JPL
- MSL - NASA Image Gallery 的存檔，存档日期2020-01-07.
- Weather Reports （页面存档备份，存于） from the Rover Environmental Monitoring Station (REMS)
- 好奇號的X（前Twitter）
- MSL - NASA Update - AGU Conference (3 December 2012) Video (70:13) （页面存档备份，存于）
- Panorama （页面存档备份，存于） (via Universe Today)
- Curiosity's Proposed Path up Mount Sharp NASA May 2019 （页面存档备份，存于）